# Ålgården
Ålgården är en by öster om Arvika i Arvika kommun. Från 2015 avgränsar SCB här en småort.